# Liste de gares du canton d'Uri
Cet article liste des gares, stations et haltes des chemins de fer dans le canton d'Uri.
À eux seuls, les Chemins de fer fédéraux suisses (CFF) possèdent plus de 600 stations et haltes dans toute la Suisse qui ne sont pas répertoriées, donc la liste ci-dessous n'est pas exhaustive.

Traditionnellement, la distinction entre gare et station dans les chemins de fer fédéraux s'est faite en fonction de la taille et de l'importance. Elle s'est principalement manifestée au sein du personnel plus que pour les voyageurs. Les haltes, au contraire des gares, sont équipées d'un signal de demande d'arrêt. Ainsi, la halte n'est en principe jamais desservie par le conducteur de train, à moins que le signal ne le demande. Toutefois, la distinction entre station et halte devient de plus en plus floue. Étant donné qu'il n'y a pas besoin d'avoir un agent pour que le lieu soit considéré comme une gare, cette liste ne fait pas de distinction entre ces différents types d'arrêts.
- Haut – A
- B
- C
- D
- E
- F
- G
- H
- I
- J
- K
- L
- M
- N
- O
- P
- Q
- R
- S
- T
- U
- V
- W
- X
- Y
- Z

## Liste alphabétique
L'ordre alphabétique utilisé est celui préconisé dans les Directives portant sur l'orthographe des noms des stations de l'Office Fédéral des Transports (version 1.0 du 20 janvier 2010).
| Gare/Halte     | Abr. | Commune    | Compagnie | Code UIC | Remarques |
| -------------- | ---- | ---------- | --------- | -------- | --------- |
| Altdorf        | AL   | Altdorf    | CFF       | 5113     |           |
| Amsteg-Silenen | AS   | Silenen    | CFF       | 5115     |           |
| Andermatt      | AND  | Andermatt  | MGB       | 5165     |           |
| Erstfeld       | ER   | Erstfeld   | CFF       | 5114     |           |
| Flüelen        | FL   | Flüelen    | CFF       | 5112     |           |
| Göschenen      | GOE  | Göschenen  | CFF       | 5119     |           |
| Gurtnellen     | GU   | Gurtnellen | CFF       | 5117     |           |
| Hospental      | HOS  | Hospental  | MGB       | 5164     |           |
| Intschi        | INT  | Gurtnellen | CFF       | 5116     |           |
| Nätschen       | NAET | Andermatt  | MGB       | 5170     |           |
| Realp          | REAL | Realp      | MGB       | 5163     |           |
| Rynächt Nord   | RYN  | Schattdorf | CFF       | 16250    |           |
| Sisikon        | SK   | Sisikon    | CFF       | 5111     |           |
| Wassen         | WAS  | Wassen     | CFF       | 5118     |           |